# Kazuyo Sejima
Kazuyo Sejima (jap. 妹島 和世 Sejima Kazuyo; ur. 29 października 1956, w miejscowości Hitachi, w prefekturze Ibaraki, w Japonii) – japońska architekt.

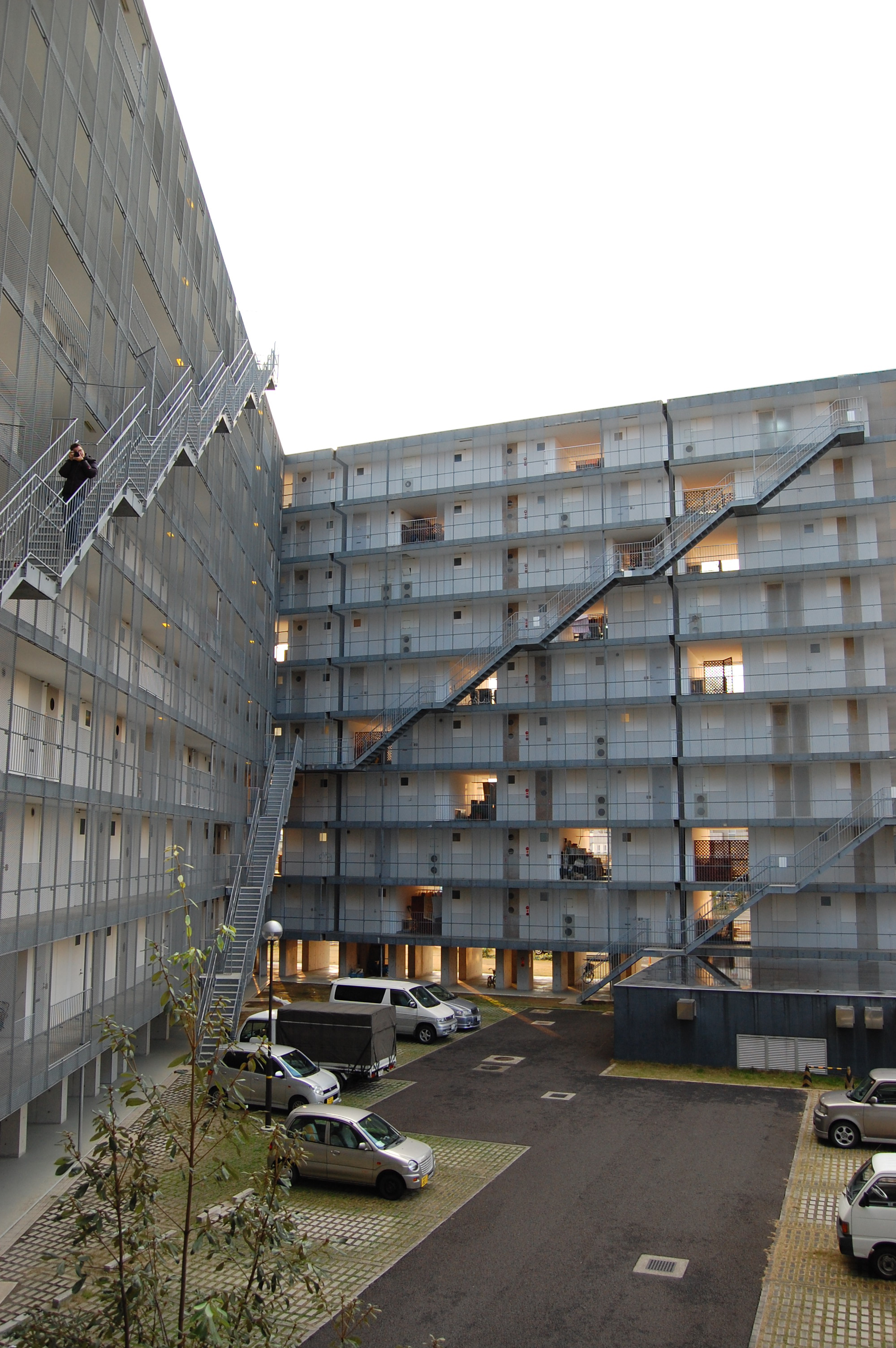
Budynek mieszkalny Kitagata według projektu SANAA

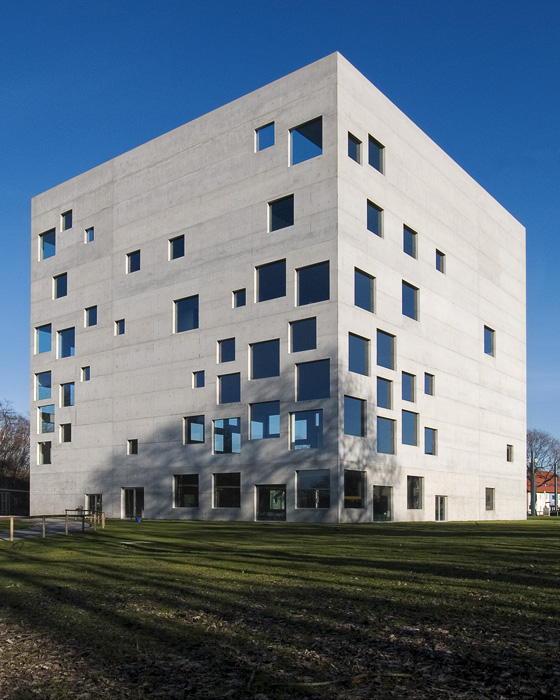
Szkoła Zarządzania i Projektowania Zollverein (Essen/Niemcy) według projektu SANAA

Po ukończeniu studiów na Japońskim Uniwersytecie Kobiecym (Nihon Joshi Daigaku; ang. Japan Women's University) i pracy w biurze Toyoo Itō w Tokio, w 1987 roku założyła przedsiębiorstwo Kazuyo Sejima and Associates, a w 1995 roku przedsiębiorstwo SANAA (Sejima and Nishizawa and Associates) z siedzibą w Tokio, razem ze swoim pracownikiem Ryūe Nishizawa. Sejima jest gościnnym wykładowcą na Uniwersytecie Keiō.
Sejima tworzy swoje projekty w stylu modernistycznym. Lubi stosować takie materiały jak szkło, metal czy marmur. Często w swoich projektach używa sześcianów i kwadratów, umieszczając je w przeróżnych konfiguracjach. Lubuje się także w stosowaniu wielkich okien.
Japonka i jej firma znana jest głównie z projektów budynków publicznych, choć zajmuje się także projektowaniem domów czy raczej osiedli wielorodzinnych.
Sejima została wybrana dyrektorem architektonicznego sektora na Biennale w Wenecji, gdzie była kuratorem 12th Annual International Architecture Exhibition w 2010 roku. Jest ona pierwszą kobietą wybraną na to stanowisko. W 2010 roku została laureatką Nagrody Pritzkera, razem z Ryūe Nishizawa.
W marcu 2019 roku rozpoczął obsługę pasażerów nowy pociąg o nazwie „Laview” linii Seibu, zaprojektowany przez zespół kierowany przez Kazuyo Sejimę.

## Projekty
- Studio Multimedialne – 1995–1996 Gifu, Japonia
- N Muzeum (1995–1997) Wakayama, Japonia
- O Muzeum (1995–1999) Nagano, Japonia
- S House (1995–1996) Okayama, Japonia
- M House (1996–1997) Tokio, Japonia
- K Office Building (1996–1997) Ibaraki, Japonia
- Koga Park Café (1997–1998) Ibaraki, Japonia
- Centrum Welfare (1997) Kanagawa, Japonia
- Muzeum Sztuki Współczesnej (niezrealizowany) (1997–1999) Sydney, Australia
- Kampus Illinois Institute of Technology (niezrealizowany) – 1998 – Chicago, Illinois
- Muzeum Sztuki Współczesnej XXI wieku, Kanazawa(1999–2004) Ishikawa, Japonia
- Prada Beauty Store (2000) Arezzo, Włochy
- Instalacja Japońskiego Pawilonu na Biennale w Wenecji (2000) Wenecja, Włochy
- Sklep Dior Omotesando (2001–2003) Tokio, Japonia
- Szklany Pawilon w Toledo Museum of Art (2001–2006) Toledo, Ohio
- Nowe Muzeum Mercedes-Benz (niezrealizowany) (2002) Stuttgart, Niemcy
- Extension to the Rietberg Museum (niezrealizowany) (2002) Zurych, Szwajcaria
- Sklep Issey Miyake Naoki Takizawy (2003) Tokio, Japonia
- Szkoła Projektowania Zollverein (2003–2006) Essen, Niemcy
- Terminal Promowy Naoshima (2003–2006) Kagawa, Japonia
- Nowe Muzeum Sztuki Współczesnej Nowego Jorku (2003–2007) Nowy Jork
- Biurowiec Novartis (2003–) Bazylea, Szwajcaria
- Dom CIPEA (China International Practical Exhibition of Architecture) (2004) Nankin, Chiny
- Pawilon Serpentine Gallery (2009) Londyn, Wielka Brytania
- Centrum Edukacyjne Rolex na the École Polytechnique Fédérale de Lausanne – 2004 do 2010 – Lozanna, Szwajcaria
- Nowy pociąg o nazwie „Laview” dla Kolei Seibu (Seibu Tetsudō)[3][4], Japonia, 2018

## Nagrody
- 2004 Złoty Lew, 9 International Architecture Exhibition, Biennale w Wenecji,
- 2005 46 Mainichi Shinbun Arts Award (Kategoria Architektura),
- 2005 Nagroda Schocka za sztuki wizualne,
- 2010 Sejima i Nishizawa Nagroda Pritzkera

## Wystawy
- 2000 Wystawa „City of Girls” w Pawilonie Japońskim na Biennale w Wenecji;
- The Garden Cafe 7. Międzynarodowe Biennale w Stambule, Turcja;
- Zumtobel Staff–Lichtforum, Wiedeń, Austria;
- Instytut Valencia d’Art Modern, Walencja, Hiszpania;
- Zeche Zollverein, Essen, Niemcy;
- Galleria MA, Tokio, Japonia;
- N–museum, Wakayama, Japonia
- Nowe Muzeum Sztuki Współczesnej, Nowy Jork.